# Клиф Ашберн
Клифорд Л. Ашберн (21. новембар 1905 - 9. новембар 1989) је био амерички фудбалер. Након играња америчког фудбала на колеџу за Небраска Корнхускерс (Nebraska Cornhuskers), Ашберн је играо у НФЛ-у за Њујорк џајантсе 1929. године.